# 保時捷Carrera GT
保時捷Carrera GT（保时捷生产代号：980），是保時捷在德國萊比錫工廠在2004年-2007年間生產的一款中置引擎、後輪驅動的超級跑車。Sports Car International将保时捷Carrera GT评为2000年代顶级跑车排行榜的第一名，并在“有史以来顶级跑车排行榜”中排名第八。由于其先进的技术和底盘开发，《科技新时代》杂志在2003年授予其“最佳创新”奖。

## 歷史
其前身可追溯到保時捷911 GT1 和 LMP1-98 利曼賽車。由於ACO和FIA在1998年对比赛规则做出调整，911 GT1和LMP1-98因此无缘新赛季。随后保时捷开始了符合新规则的赛车的开发，新的赛车原本将继续搭载原有的水平对置涡轮增压发动机，但最终改为搭载自然吸气V10发动机。
保時捷计划在2000年對外發佈全新的赛车，新赛车搭载的V10引擎是来自保時捷在1992年专为一級方程式賽車设计的，不過此後設計被擱置。後來為適應新的利曼賽事規則而重新开发，排量从原有的5.5升提升到了5.7升。但在1999年又被搁置。而在再次被搁置之前，其仅仅试驾了2天。
多数观点认为，保時捷为了开发旗下第一款SUV——保時捷Cayenne而从賽車部門中抽調大部份工程師而再次搁置计划，也有推測是因大众汽车的主席斐迪南·皮耶決定讓旗下的奧迪R8出征利曼賽事，為避免同室操戈而做出再次搁置的决定。
最终，保時捷把該計劃轉到民用領域，2000年的日內瓦車展上，搭载5.7L自然吸气V10发动机的“Carrera GT”概念车面世，在當時引起了強烈的轟動。
保時捷最终決定生產这一车型，此车在德国萊比錫工廠生產。于2004年正式發售，保时捷官方公佈的建議售價是44萬美元，2004年1月31日在美國售出第一台车型，但随着美國2005年通過了新的汽車安全法規，Carrera GT未能过关。保时捷原計劃生產1500輛Carrera GT。
随着2005年8月保时捷宣布将在2006年停产该车，最后一辆Carrera GT于2006年5月6日生产。而截至停产前，该车共计生产1270台，在北美地区共计卖出675台，是Carrera GT在德國以外的最大市場。德国市场卖出546台，而英国市场则卖出49台。

## 設計

### 性能概況

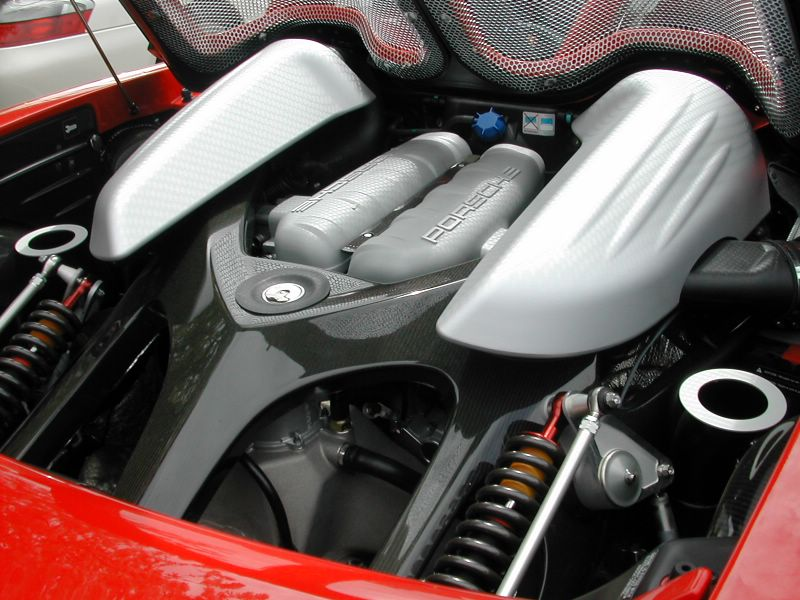
5.7公升V10引擎

引擎方面，搭载5.7公升自然進氣V型10可以產生612匹德制馬力（美制馬力为605匹）/450 千瓦。而概念版是5.5公升V10自然進氣引擎，輸出558匹馬力（416千瓦），保時捷官方給出的百公里加速时间为3.3秒，最高时速330公里/205英里）。
变速箱方面，该车型搭载6速手动变速箱，而该车的換擋桿頭是山毛榉木打造，这是为了向保時捷917致敬，同時搭配轻量的陶瓷離合器。
制動系統方面，其搭载了當時保時捷最新的PCCB陶瓷制動系統，前后六活塞制動卡鉗，15英寸（380毫米）碳-陶瓷刹車碟。為容納如此巨大的制動碟，原廠已搭配上前19寸后20寸的巨大而超輕的鎂合金輪圈。

### 車身、配置

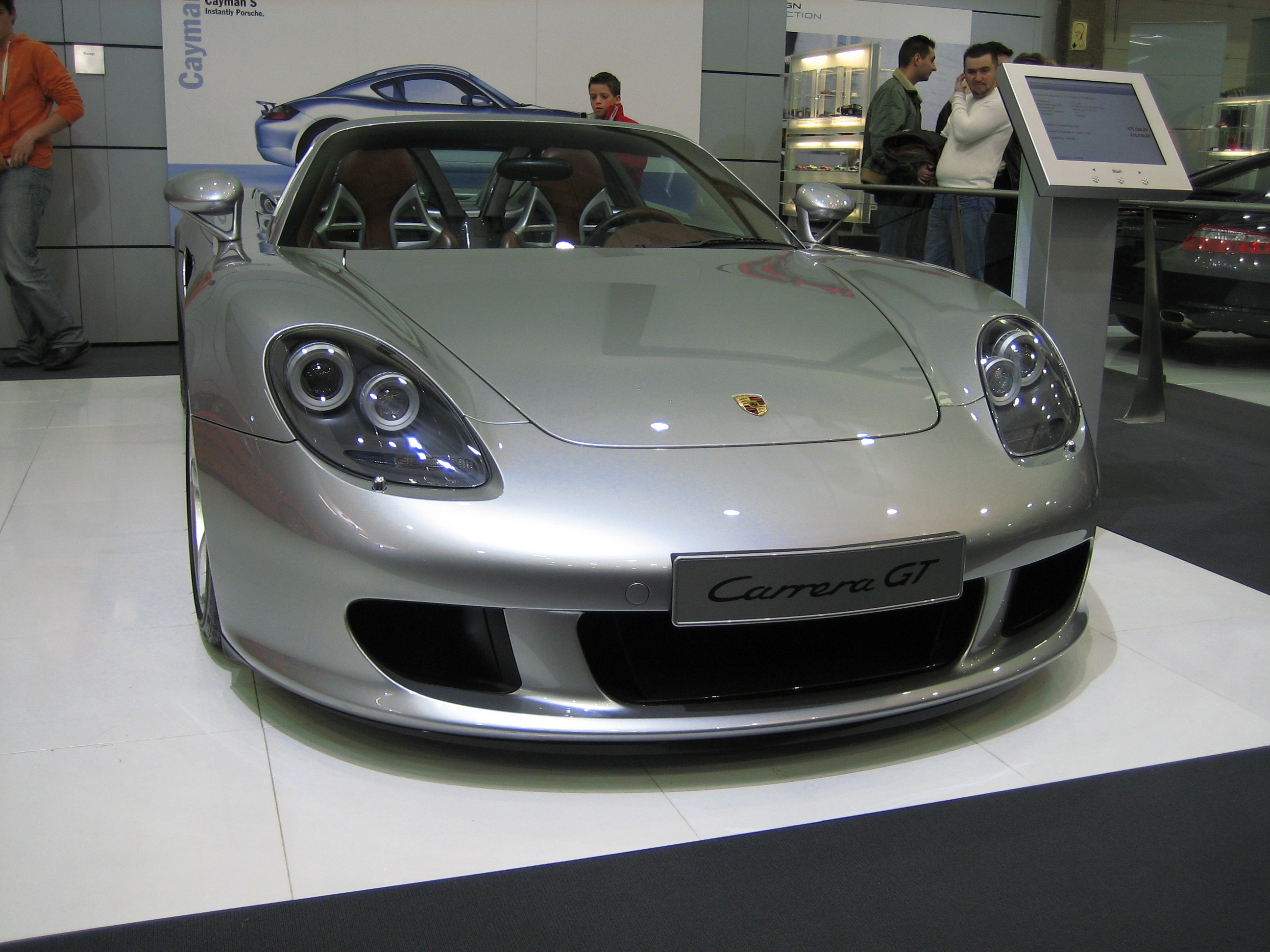
車頭

Carrera GT有五種基本車身顏色，包括衛隊紅、Fayence黃、玄武黑、GT銀和海豹灰。也可自行前往工廠定制車身顏色。
和其他保時捷911車型一樣，其也安装了可自動升降尾翼，當时速超過110公里時，尾翼會自動升起。
皮革覆盖了该车大部分的内饰。也可选Bose音響系統和電子導航系統。点火钥匙孔则在保時捷車系的固定位置——方向盤的左側。保時捷的這種設計启发至利曼大賽中的車手慣例，可以更方便地讓車手左手操作點火按鈕，右手把握換擋桿。可以爆发出更好的性能。

### 賽車技術

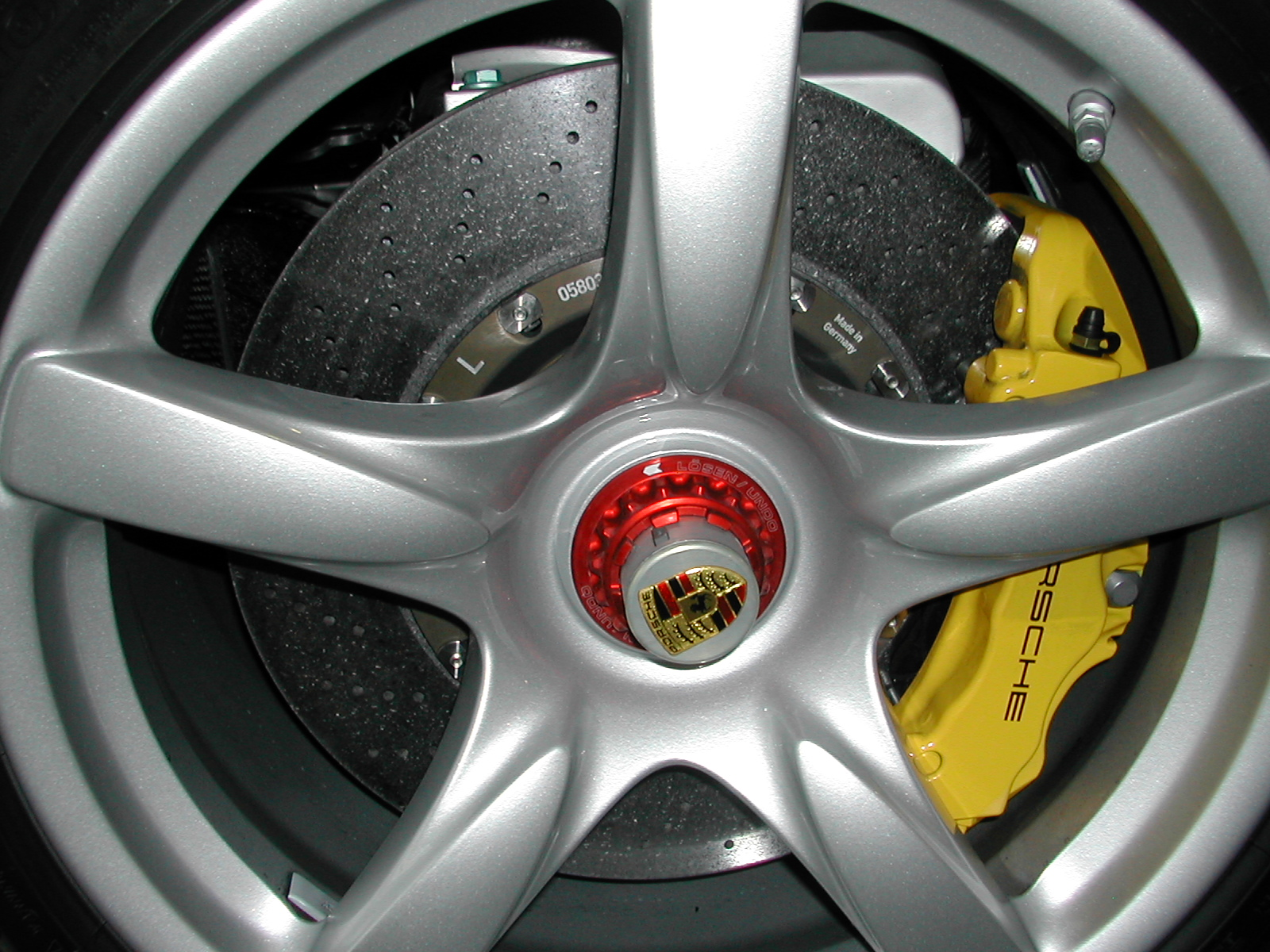
碳-陶瓷（矽的碳化物）刹車碟

Carrera GT除了乾式油底殼推杆式懸掛等賽車技術外，在民用領域中最顯著的新技術则是其全碳纖維車架和副車架。
Carrera GT的車架和副車架是意大利ATR集團製造和組裝。可升降尾翼在高速時可有效加強下壓力，它的散熱器大約是911 Turbo（996）的5倍之多。前后懸掛均為賽車中常見的推杆式攪牙懸掛，由吸震筒、避震器、推杆活動結構和阻尼調節器組成。

## 流行文化
知名赛车游戏《极品飞车》系列中，多部作品均有该车的身影，如最高通缉、生死卡本谷、街头狂飙、无间風雲、变速(2009)、熱力追緝(2010)、极品飞车:世界、变速2:释放、亡命天涯、宿敌等，甚至有網友製作专为保时捷之旅而开发的Carrera GT模組，供玩家下載使用。

## 圖片集

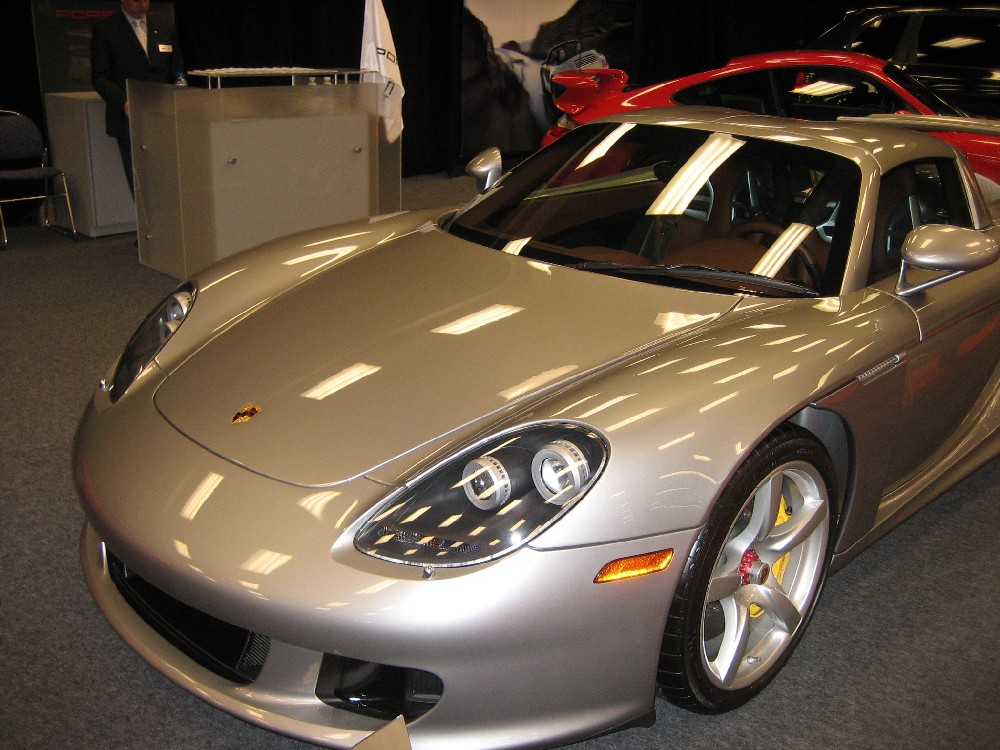
車頭一覽
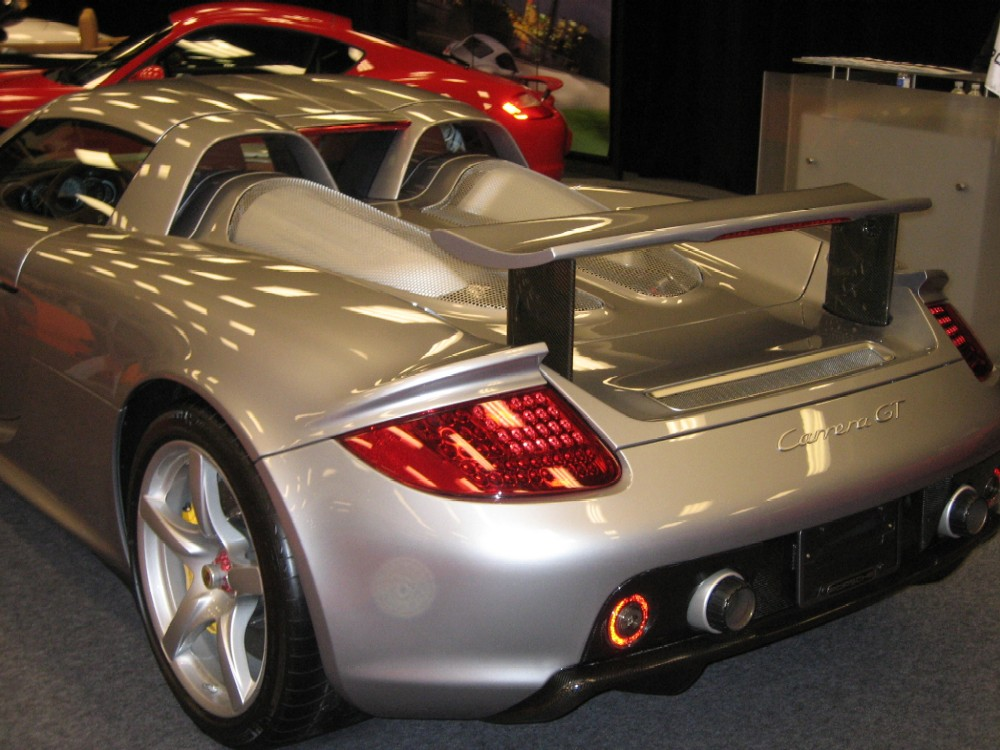
車尾一覽
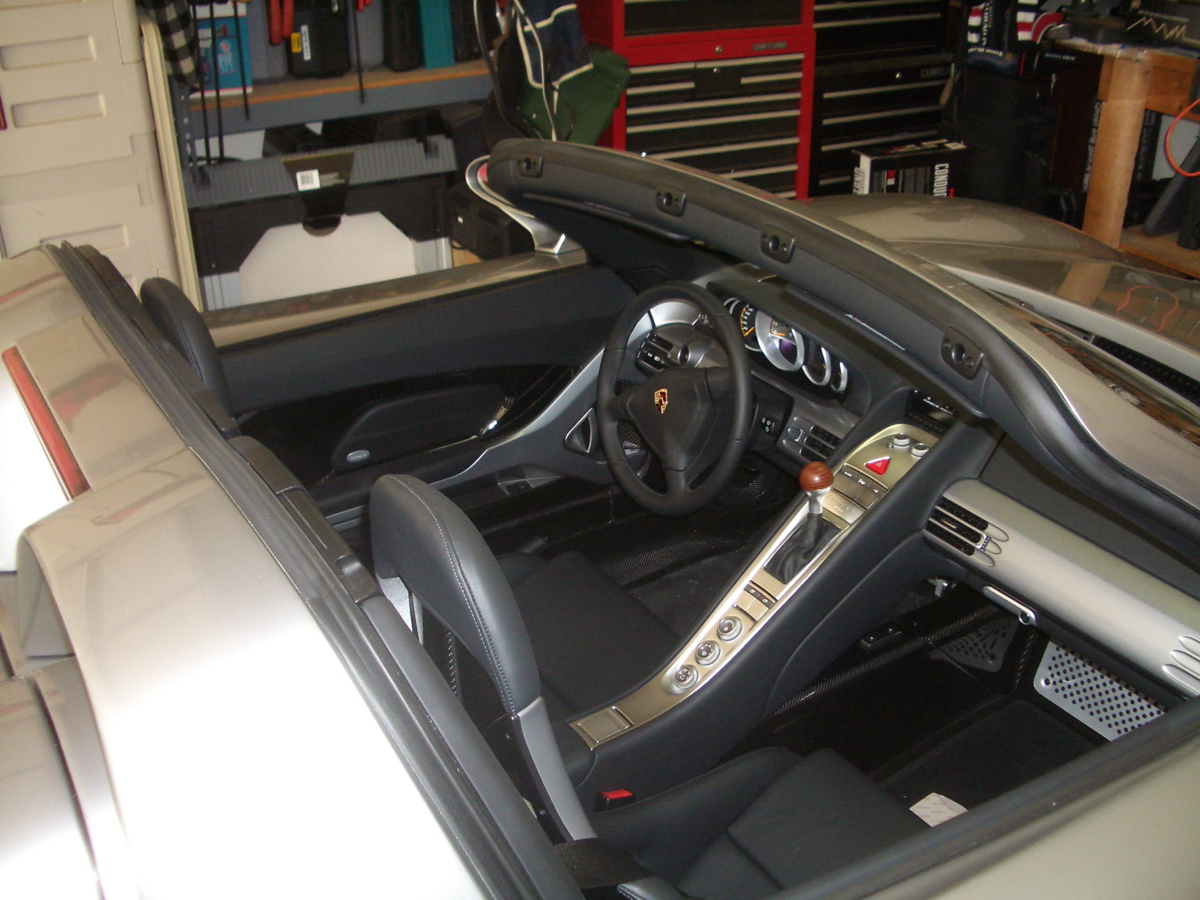
駕駛室
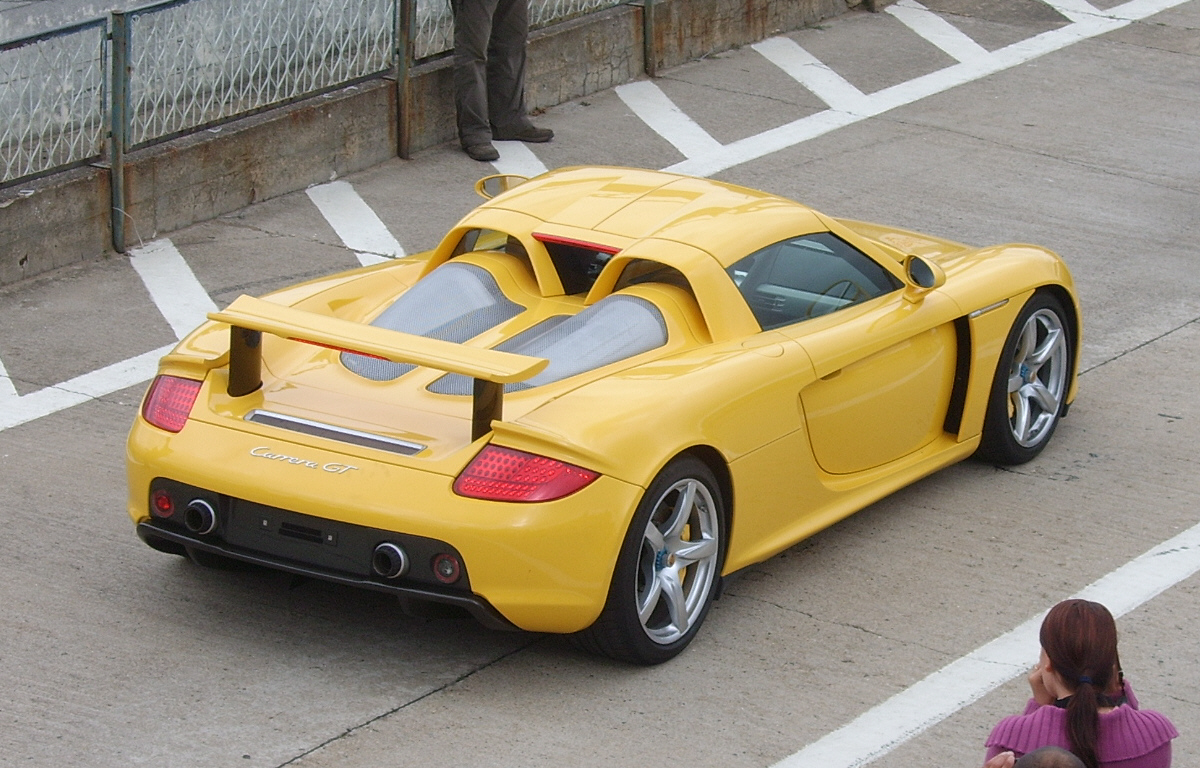
保時捷Carrera GT
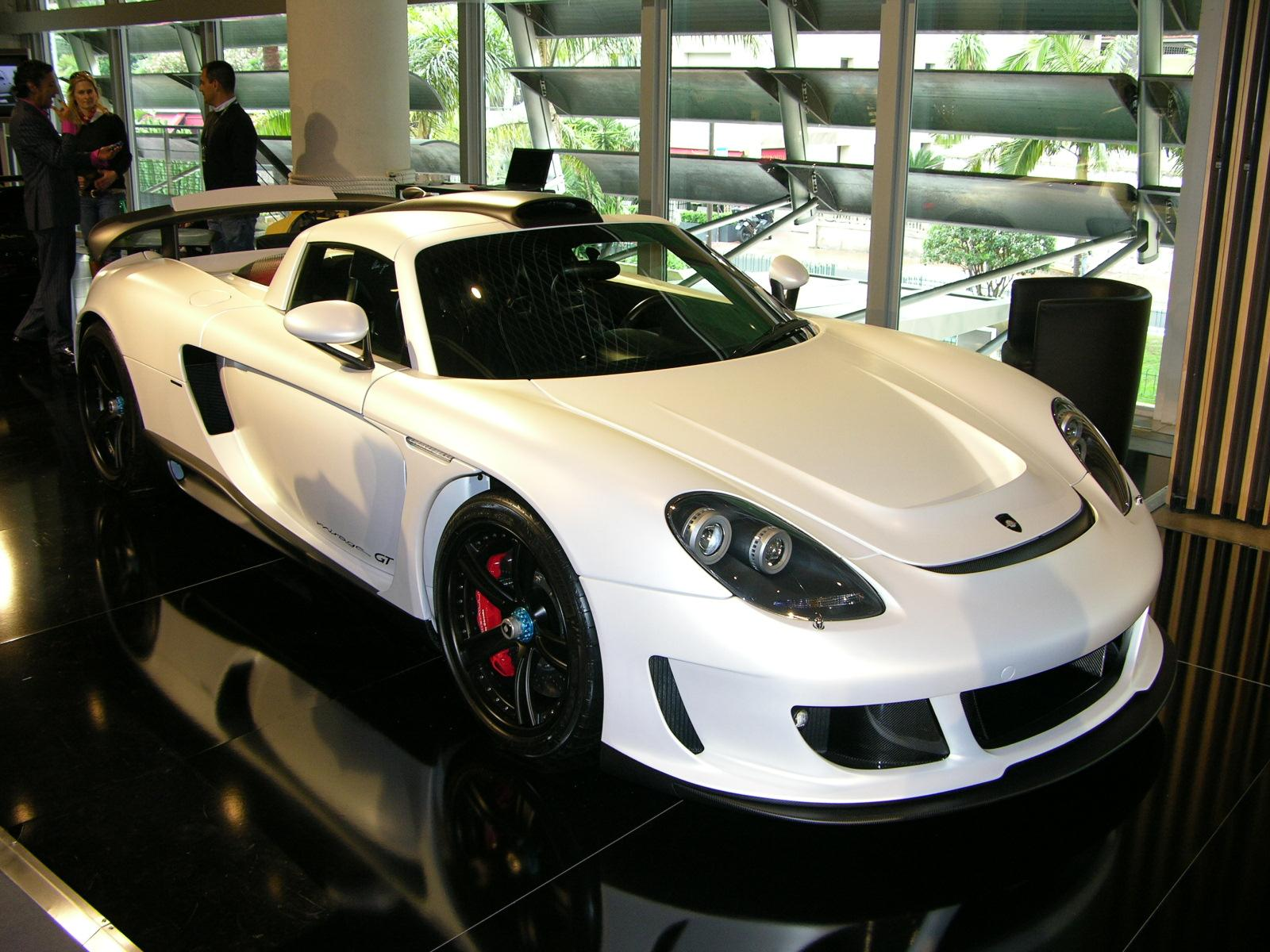
保時捷Carrera GT衍生出的Gemballa Mirage GT